# Área da baía de Tampa
A Área urbana da baía de Tampa, ou oficialmente Área Estatística Metropolitana de Tampa-São Petersburgo-Clearwater como é conhecida pelos órgãos estatísticos estadunidenses, é uma Área Estatística Metropolitana centrada nas cidades de Tampa, São Petersburgo e Clearwater no estado estadunidense da Flórida.

## Demografia

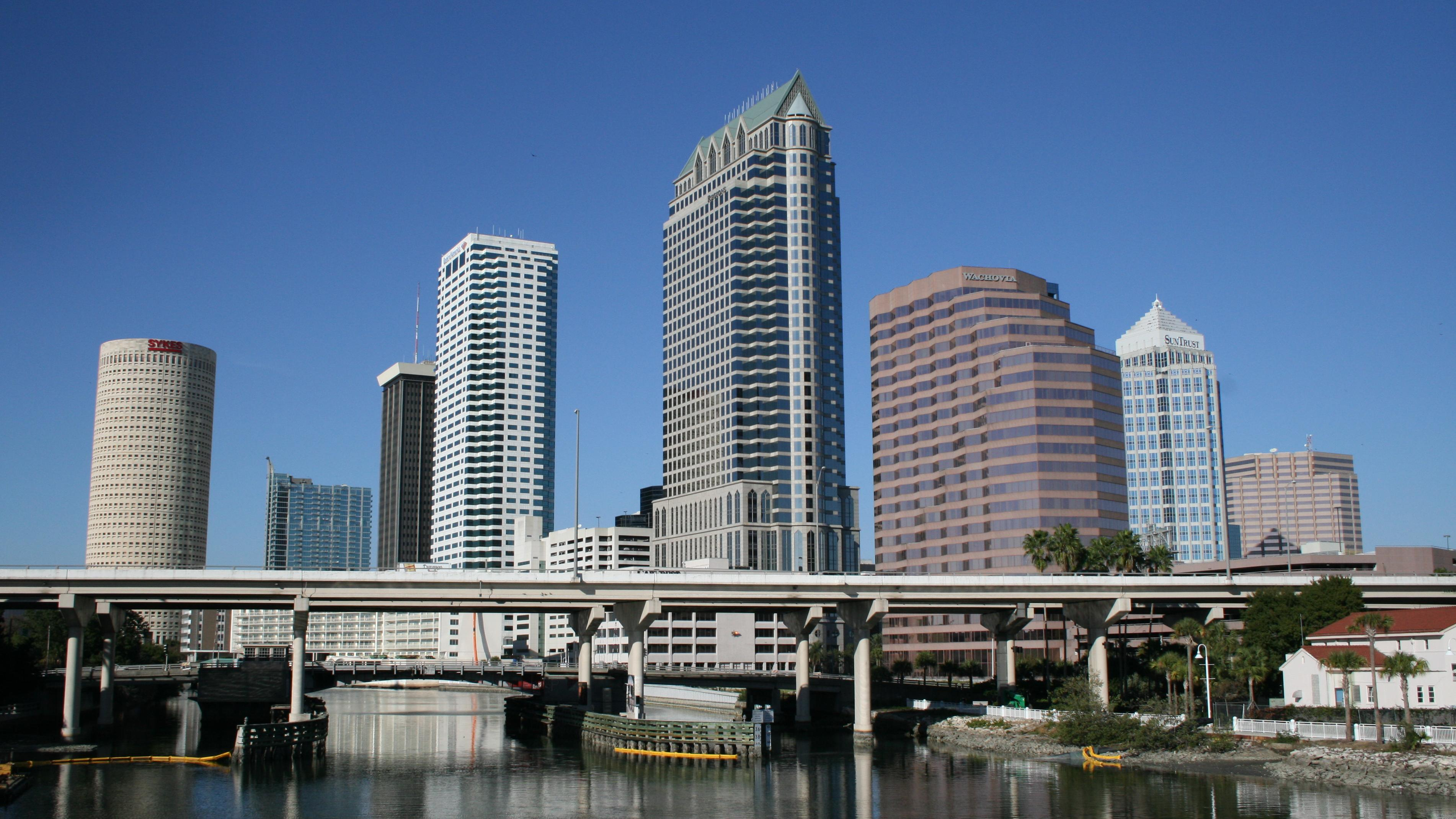
Região central de Tampa.

Esta área metropolitana tem uma população, segundo o Censo de 2008, de 2.783.243 habitantes, convertendo-a na 19.º área metropolitana mais povoada dos Estados Unidos. A área de la Baía de Tampa compreende os condados de Hernando, Hillsborough, Pasco e Pinellas, sendo Tampa a cidade mais povoada.

## Clima
A área da Baía de Tampa tem um clima subtropical úmido (Koppen Cfa), com verões quentes e úmidos, com tempestades diárias, invernos predominantemente ensolarados e mais secos e primaveras quentes com um máximo de estação seca. Em média, dois dias experimentam geada por ano nas partes mais frias da área da Baia de Tampa, menos do que anualmente nas partes costeiras. No entanto, congelamentos fortes (baixas temperaturas abaixo de 28 ° F / -2 ° C) são muito raros, ocorrendo apenas algumas vezes nos últimos 75 anos. O Departamento de Agricultura dos Estados Unidos designa a área como estando nas zonas de robustez 9b e 10a (sendo estas ocidentais e costeiras, devido significativamente às influências marítimas do Golfo do México e da Baía de Tampa, com 400 milhas quadradas). As espécies indicadoras de clima das plantas, como coqueiros, palmeiras reais e outros elementos da flora tropical nativa da Flórida, atingem seus limites ao norte. As elevações geralmente variam entre 18 e 35 ° C (65 e 95 ° F) o ano todo. A máxima oficial de Tampa nunca atingiu 38 ° C (100 ° F) - a temperatura máxima recorde de todos os tempos é de 37 ° C (99 ° F). O recorde histórico de São Petersburgo é exatamente 38 ° C (100 ° F).

## Recreação
A área da Baia de Tampa é famosa por suas praias, com as quentes águas azuis do golfo e quase 100 quilômetros de  barreiras de ilhas do norte de Pinellas, ao sul de Venice, atraindo turistas de todo o mundo.

## Esportes

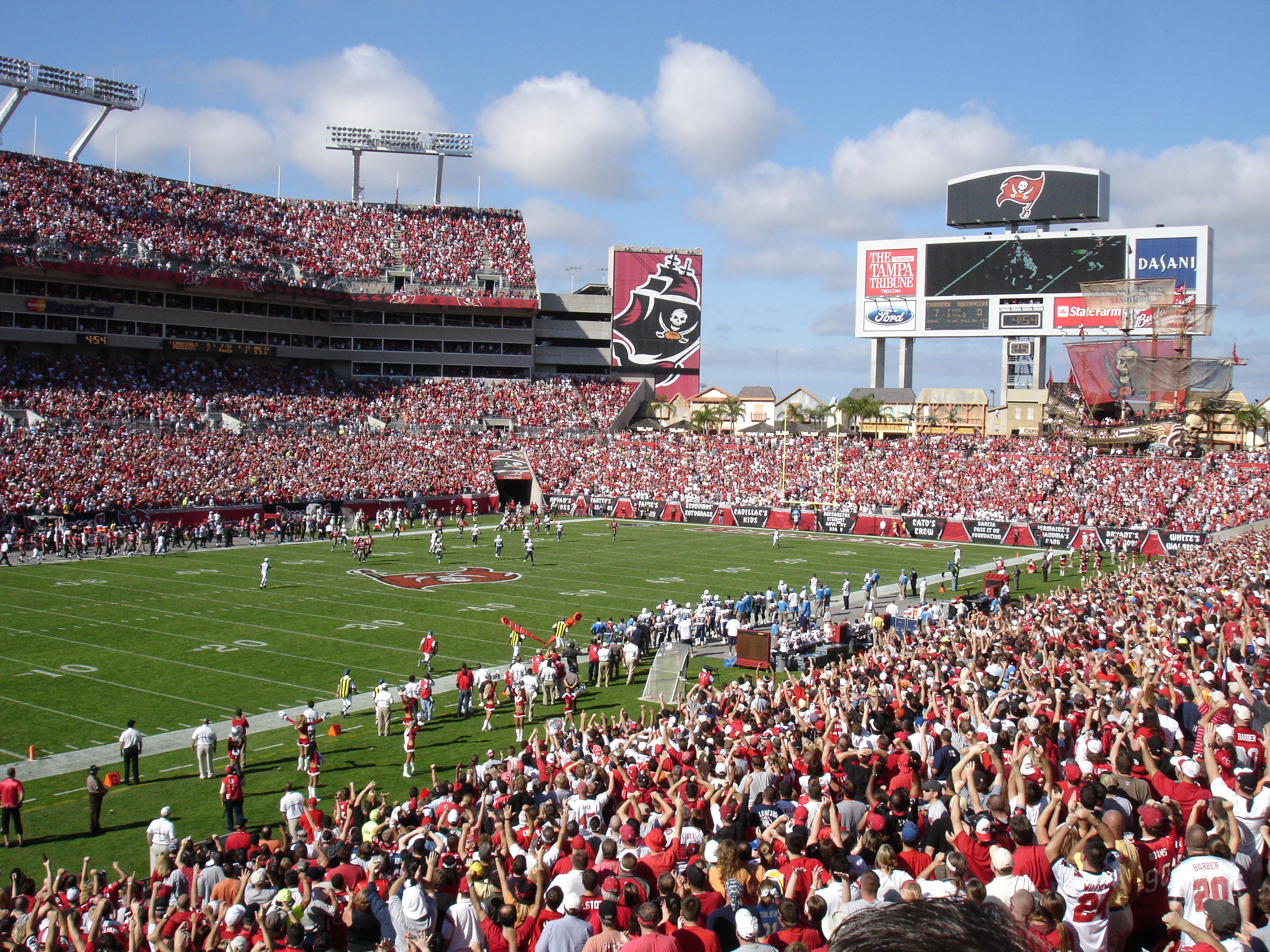
Raymond James Stadium em Tampa, casa do Tampa Bay Buccaneers.

A área da Baía de Tampa é casa de três equipes das gransdes ligas de esportes profissionais, no futebol americano o Tampa Bay Buccaneers da NFL, no beisebol o Tampa Bay Rays da MLB e no hóquei no gelo o Tampa Bay Lightning da NHL. No automobilismo a região também sedia o Grande Prêmio de São Peterburgo da IndyCar Series no circuito de rua no centro da cidade.